# Валькірія (опера)
«Валькі́рія» (нім. Die Walküre) — музична драма (опера) на 3 дії Ріхарда Вагнера, друга частина тетралогії «Перстень Нібелунга».
Лібрето до опери, як і до всього циклу «Кільце Нібелунгів», було написано самим Вагнером в 1849-52 роках у Цюриху. Музика була створена в 1852-56 роках там же. Вперше опера була поставлена 26 червня 1870 року в Мюнхені під управлінням Франца Вюльнера; Вагнер залишився незадоволений цим, оскільки був переконаний, що тетралогія повинна ставитися повністю, але цей задум здійснився лише в 1876 році на першому Байройтському фестивалі: «Валькірія» була представлена 14 серпня, диригував Ганс Ріхтер.

## Дійові особи
- Зігмунд (тенор)
- Гундінг (бас)
- Вотан (бас-баритон)
- Зіглінда (сопрано)
- Брунгільда (сопрано)
- Фрікка (мецо-сопрано);
- Валькірії (сопрано і мецо-сопрано):
Гельмвіга,
Ортлінда,
Гергільда,
Вальтрауд,
Зігрун,
Росвейса,
Грімгерда,
Швертлейта (контральто)

## Зміст

### Дія перша
У хижі Гундінга. Знесилений Зігмунд шукає в незнайомій хатині притулку від урагану. Дружина Гундінга Зіглінда гостинно зустрічає його, хоча незнайомець не називає свого імені. Обоє ніжно дивляться одне на одного. Повертається чоловік. Гундінг помічає, що незнайомець і Зіглінда схожі між собою, і бажає знати, хто його гість.
Зігмунд не називає себе, а розповідає, що вороги спалили його будинок, вбили матір і викрали сестру; відтоді він блукав по світу з батьком, якого прозвали Вовком, але потім втратив його з виду. В останній сутичці він залишився беззбройний («Friedmund darf ich nicht heißen»; «Мирним називатися мені не можна»). Гундінг розуміє, що ця людина — його ворог, він народився від шлюбу Вотана зі смертною жінкою з роду Вельзе. Зіглінда, його сестра-близнюк, викрадена під час нападу, змушена була стати дружиною Гундінга.
Наступного дня, вирішує Гундінг, Зігмунд має битися з ним. Зігмунд залишається на самоті й згадує, що батько колись обіцяв йому непереможний меч. Зіглінда у той час підсипала чоловікові снодійне й розповіла гостю, що колись одноокий незнайомець (Вотан) встромив у ясен меч, який досі нікому не вдавалося витягти. Зігмунд зрозумів, що це меч його батька. Зігмунду вдалося витягнути меча — він називає його Нотунг — і тікає разом із Зігліндою. (дует «Schläfst du, Gast?», «Чи ти спиш, гостю?»; «Winterstürme wichen dem Wonnemond», «Бурі злі стихли в променях весни»).

### Дія друга

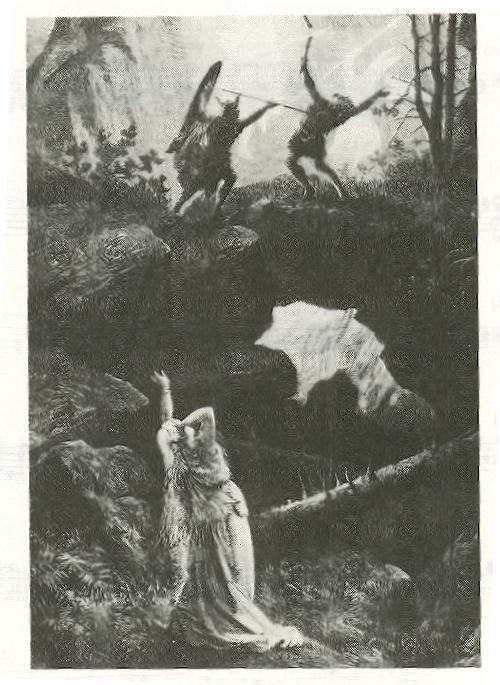
Зігмунд б'ється з Гундінгом. За ними тіні Брунгільди і Вотана, на передньому плані — Зіглінда. Ілюстрація видання Zeitung, Leipzig, 1876

Сувора місцевість у горах. Вотан з висоти бачить втечу закоханих і кличе улюблену валькірію Брунгільду (валькірії переносять полеглих героїв у Валгаллу), щоб вона дарувала перемогу Зігмунду в його двобої з Гундінгом. Але як тільки валькірія іде, з'являється дружина Вотана Фрікка і вимагає покарати Зігмунда. Вотан захищає його як можливого переможця нібелунгів, вільного від встановлених богами законів. Але Фрікка зауважує, що Зігмунд, син Вотана, підвладний тим же законам. Значить, він повинен померти, а його меч — зламатися. Вотан розуміє, що не може порушити закони (святості шлюбу, неприпустимість кровозмішення). Він знову кличе Брунгільду. Ще не народився герой, вільний від договору з Фафнером і здатний відібрати в нього кільце. Зігмунд не уникне покарання, і горе, якщо Брунгільда не вразить його своїм мечем (дует «Laß ich's verlauten»; «В думах відкритися»).
У глибині ущелини з'являються Зігмунд і Зіглінда. Знесилена Зіглінда вмовляє Зігмунда залишити її. Зрештою, заспокоєна ним, Зіглінда засинає. Брунгільда з'являється перед Зігмундом зі звісткою про смерть. Але його пристрасть і відчай, готовність вбити себе і Зіглінду, викликають співчуття Брунгільди, і вона вирішує врятувати героя («Siegmund! Sieh auf mich!»; «Зігмунд! Близький час!»).
Під час поєдинку вона закриває Зігмунда своїм щитом. Вотан, бачачи її непослух, сам списом розбиває на частини меч Зігмунда. Зігмунд падає під ударами Гундінга, а Брунгільда забирає на коні Зіглінду, захопивши й уламки меча. Вотан презирливо, одним рухом руки, вражає Гундінга і в люті переслідує Брунгільду.

### Дія третя
Валькірії носяться на конях посеред бурі, викликаної гнівом Вотана. Чути їх войовничий клич, але вони не наважуються захистити провинну сестру. Засмученій Зіглінді Брунгільда відкриває, що її син, на ім'я Зігфрід стане найбільшим героєм, що він зуміє відновити чудовий меч. Валькірії допомагають Зіглінді сховатися в лісі, де Фафнер, перетворившись на змія, чатує золото Рейна.
З'являється похмурий Вотан. Брунгільда більше не буде валькірією, вона засне чарівним сном і стане дружиною першого, хто її розбудить. Брунгільда благає батька оточити її перепоною, яку міг би подолати тільки герой. Вотан оточує дочку полум'яним кільцем і сумно йде геть («Leb wohl, du kühnes, herzliches Kind!»; «Прощавай, мій світоче, гордість моя!»).

## Дискографія
виконавці: Брунгільда — Елен Траубель, Зігмунд — Лауріц Мельхіор, Зіглінда — Астрід Варнай, Вотан — Фрідріх Шорр, Гундінг — Александр Кіпніс, Фрікка — Керстін Торборг, хор та оркестр театру «Метрополітен-опера», диригент — Еріх Лайнсдорф, 1941 рік.
виконавці: Зігмунд — Петер Зайферт, Гундінг — Курт Рідль, Вотан — Джон Томлінсон, Зіглінда — Вальтрауд Маєр, Брунгільда — Габріеле Шнаут, Фріка — Міхоко Фуджімура, хор і оркестр Баварської державної опери, диригент — Зубін Мета, 2002 рік.
Записи окремих арій українськими виконавцями:
- Соломія Крушельницька — Арії «Tanto Fu Triste» та «Ho jo to ho» (у перекладі італійською мовою), 1912, Fonotipia[2].